# Ökonomie der Artenvielfalt
Ökonomie der Artenvielfalt (Originaltitel: englisch The Economics of Biodiversity: The Dasgupta Review) ist ein am 2. Februar 2021 von dem britischen Wirtschaftswissenschaftler Partha Dasgupta veröffentlichter Bericht, der den globalen Forschungsstand zur Ökonomie der Biodiversität dokumentiert. In dem Gutachten versuchen Dasgupta und sein Team, den Wert der Natur zu erfassen und zeigen Wege und Instrumentarien auf, mit denen der Zerstörung der biologischen Vielfalt und der Natur Einhalt geboten werden kann. Ausgangspunkt der Studie, offiziell als „Review“ bezeichnet, sind Schätzungen, nach denen Regierungen weltweit jedes Jahr mit 500 Milliarden US-Dollar Aktivitäten unterstützen, die der Artenvielfalt schaden. Dem gegenüber stehen Investitionen in die Natur in Höhe von 78 bis 143 Milliarden US-Dollar pro Jahr, die in etwa 0,1 Prozent des globalen Bruttoinlandsprodukts ausmachen. Ausgehend davon, dass Rückgang und Zerstörung der Biodiversität die Widerstandsfähigkeit und Produktivität der Natur schmälern, habe dies unheilvolle Auswirkungen für Menschen und Wirtschaft gleichermaßen. Biodiversität als integrierter Bestandteil aller ökonomischen Prozesse ist das zentrale Anliegen des Dasgupta-Reviews, von dessen breit angelegter Analyse und den Schlussfolgerungen daraus ähnliche Impulse erwartet werden wie von der 1972 veröffentlichten Studie Die Grenzen des Wachstums.

## Hintergrund
Erstellt wurde das auch als Dasgupta Report zur Ökonomie der Biodiversität bezeichnete Gutachten im Auftrag der britischen Regierung. Es ist nach dem Leitautor des Berichts, dem  Wirtschaftswissenschaftlers Partha Dasgupta, emeritierter Professor für Ökonomie am St John’s College der britischen University of Cambridge benannt. Der Auftrag an ihn lautete, weltweit den wirtschaftlichen Nutzen der biologischen Vielfalt sowie die wirtschaftlichen Kosten und Risiken des Biodiversitätsverlustes zu bewerten. Daraus schlussfolgernd sollen Maßnahmen vorgeschlagen werden, biologische Vielfalt und Wohlstand gleichermaßen zu erhalten und zu mehren. Es sollten zudem konkrete Beispiele angeführt werden, die aufzeigen, wie Ökosysteme an verschiedenen Orten erfolgreich verbessert und erhalten werden.
International gilt das Gutachten als neuer, grundlegender Ansatz für die künftige Ausrichtung der seit 1993 bestehenden Biodiversitätskonvention (Convention on Biological Diversity / CBD), die inzwischen von 168 Staaten sowie der Europäischen Union unterzeichnet ist. Dies auch im Zeichen der im Mai 2021 stattfindenden 15. Vertragsstaatenkonferenz der CBD in Kunming (China), wo es um die Weiterentwicklung des CBD-Vertragswerks und um die Forcierung multilateraler Bemühungen um den Schutz der Biodiversität auf der Erde geht.

## Struktur des Reports
Gegliedert ist der Dasgupta-Bericht in drei Kapitel: Erstens die Ausgangslage, die Entwicklung und der aktuelle Status der Biodiversität. Im zweiten Kapitel geht der Bericht auf die ökonomischen Rahmenbedingungen ein, zeigt auf, welche Auswirkungen wirtschaftliches Handeln auf die Biodiversität hat und definiert das Verhältnis der Ökologie zur Ökonomie unter besonderer Berücksichtigung der Nachhaltigkeit. Im dritten Kapitel beschreibt der Bericht Optionen und Wege für einen besseren Schutz der Biodiversität und macht Vorschläge für konkrete Maßnahmen, die ausgerichtet sind auf einen Paradigmenwechsel des Verhältnisses der Ökonomie zur Ökologie.

## Kernaussagen des Reports
Im Fokus des Reports steht die Forderung, der Natur einen ökonomischen Wert zu geben und diesem Wert die Zerstörung der Umwelt durch den Menschen gegenüberzustellen: „Unsere Wirtschaft, unser Lebensunterhalt und unser Wohlbefinden hängen alle von unserem wertvollsten Gut ab: der Natur. Wir sind Teil der Natur, nicht getrennt von ihr“. Im Hinblick darauf definiert der Bericht die Defizite im weltweiten Zusammenwirken von Ökonomie und Ökologie, und er schildert die Folgen einer verkehrten Einstellung des Menschen zur Natur: „Die Wachstums- und Entwicklungstheorien, die unsere Vorstellungen über den Fortschritt und Rückschritt von Nationen geprägt haben, erkennen die Abhängigkeit der Menschheit von der Natur nicht an“. Daraus folgt, dass stetiges Wachstum letztlich zum ökologischen und klimatischen Kollaps führt. 

In einer im Zuge der Veröffentlichung des Berichts vorgelegten Kurzfassung, den sogenannten „Headline Messages“, sind die zentralen Aussagen des Dasgupta Reviews zusammengefasst:
- Das globale Wirtschaftssystem, unser Lebensunterhalt und unser Wohlstand sind abhängig von der Natur als wertvollstem Faktor. Wir sind Teil dieser Natur, die uns mit Nahrung, Wasser und Lebensraum versorgt. Sie reguliert unser Klima und unser gesundheitliches Wohlbefinden, sie sichert die Nahrungskreisläufe und die Sauerstoffproduktion. Wir hingegen benutzen den Planeten als Grube für unsere Abfälle und Giftstoffe wie Kohlendioxid, Plastikmüll und sonstige Giftstoffe.
- Wir alle sind miteinander daran gescheitert, mit der Natur auf Dauer zu leben. Unsere Ansprüche übersteigen bei weitem die Kapazität der Natur, uns mit den Gütern und Dienstleistungen zu versorgen, auf die wir alle angewiesen sind.
- So wie wir der Natur begegnen und mit ihr umgehen gefährden wir den Wohlstand und die Existenz der jetzigen und künftigen Generationen. Der Kern der Probleme liegt im tief verwurzelten, weit verbreiteten Versagen der Institutionen.
- Eine Lösung der Probleme fängt mit dem Verstehen und Akzeptieren einer einfachen Wahrheit an, die lautet, dass die Wirtschaft in die Natur eingebettet ist, und nicht außerhalb der Natur stattfindet.

## Schlussfolgerungen
Erhalt und Schutz der Biodiversität sieht der Bericht als die entscheidende Grundlage einer produktiven, widerstandsfähigen und anpassungsfähigen Natur. Analog zur Strategie in der Ökonomie, mit der guten Mischung eines Portfolios von finanziellen Vermögenswerten das Risiko und die wirtschaftliche Unsicherheit zu reduzieren, ermöglicht die Vielfalt von Werten und Eigenschaften der Natur, Katastrophen zu bewältigen und Risiken zu reduzieren.
In seinen „Headline Messages“ geht der Bericht davon aus, dass die für die Lösung der Umweltprobleme dringend notwendigen Änderungen in der Wirtschafts- und Umweltpolitik weit weniger kosten als nichts zu tun. In ihrem Schlussteil zeigt die Studie drei Bereiche auf, in denen Änderungen vonnöten sind:
- Es muss sichergestellt werden, dass unsere Ansprüche und Anforderungen an die Natur deren Lieferkapazitäten nicht übersteigen und dass wir zugleich alles daransetzen, die Kapazitäten der Natur zu erhalten und weiterzuentwickeln. Im Hinblick auf die Biodiversität ist es unabdingbar, Naturschutzgebiete auszuweiten und zu sichern, Investitionen in nature-based Lösungen anzukurbeln, und politische Instrumentarien zu entwickeln, Natur zerstörende Produktion und deren Verbrauch wesentlich zu reduzieren. Zum Schutz der Ökosysteme ist es ratsam, die 30/30-Regel anzuwenden, nach der bis 2030 30 Prozent der Erdoberfläche (Wasser und Land) unter Schutz gestellt werden. Demgegenüber ist beispielsweise heute erst ein Prozent der Ozeane geschützt.
- Die Maßstäbe für ökonomischen Erfolg bedürfen einer grundlegenden Umorientierung. Volkswirtschaften, die nach Wachstum des Bruttoinlandsproduktes streben, haben keine Zukunft. Der Wert und der Verbrauch an Natur muss in die Berechnung von Volkswirtschaften miteinbezogen werden. Wir müssen ändern, wie wir denken, agieren und Erfolg messen.
- Institutionen und Systeme bedürfen einer grundlegenden Transformation, insbesondere die Finanz- und Bildungssysteme. Dies erfordert ein komplettes Umdenken. Unabdingbar ist eine neue Ethik, um die Krise der Natur zu bewältigen. Wesentlicher Ansatz sei die Bildung: „Jedes Kind in jedem Land muss in Naturgeschichte unterrichtet werden, um in die Ehrfurcht und das Wunder der Natur eingeführt zu werden“. Letztlich hänge viel von der Umweltbildung ab, so Partha Dasgupta: „Wenn uns unsere gemeinsame Zukunft und die gemeinsame Zukunft unserer Nachkommen am Herzen liegt, sollten wir alle Naturforscher sein“.

## Resonanz und Reaktionen
Der Report hat weltweit Aufsehen erregt, insbesondere wegen seiner Sichtweise von Natur als integralem Bestandteil der Wirtschaft. In einem Essay mit dem Titel Mit der Natur rechnen vergleicht Nikolaus Piper in der Süddeutschen Zeitung die Studie The Economics of Biodiversity mit Dennis Meadows’ 1972 veröffentlichtem Bericht an den Club of Rome über die Grenzen des Wachstums. Im Hinblick darauf, dass Meadows’ Bericht heute als Gründungsdokument der Umweltbewegung wahrgenommen wird und wesentliche Anstöße für Veränderungen in der Wirtschafts- und Umweltpolitik gab, geht Piper davon aus, dass die Studie und die Vorschläge von Dasgupta das Denken in den Wirtschaftswissenschaften verändern könnten und gute Lösungsansätze bieten, „mit dem Problem der Umweltzerstörung fertigzuwerden“.
Der britische Naturforscher David Attenborough sagte zu dem Bericht: „Dieser umfassende und immens wichtige Report konfrontiert uns mit dem, was Ökonomie und Ökologie verbindet und zeigt uns, wie wir dazu beitragen können, die natürlichen Ressourcen in der Welt zu schützen und unsere Existenz auf Erden damit retten“.
Georg Schwede, Europachef der Campaign for Nature geht im Spiegel auf den wirtschaftspolitischen Ansatz der Studie ein: „Der Dasgupta-Report hält uns den Spiegel des Marktversagens im Portfoliomanagement unserer natürlichen Lebensgrundlagen vor, es ist hohe Zeit, die von der Natur erbrachten Leistungen in unsere Wirtschaftsbilanzen und Finanzmodelle mit einzubeziehen. Sonst wird uns der notwendige Paradigmenwechsel im Umgang mit der Natur nicht gelingen“.
Es gibt auch kritische Resonanz auf den Bericht. So moniert die Global Ethical Finance Initiative (GEFI) auf Twitter, der Bericht sei noch zu sehr altem Denken verhaftet. Die GEFI verweist darauf, dass der Bericht zu wenig auf zeitgenössische Ökonomie-Experten wie Kate Raworth oder Julia K. Steinberger eingeht.